# Blechabwicklung

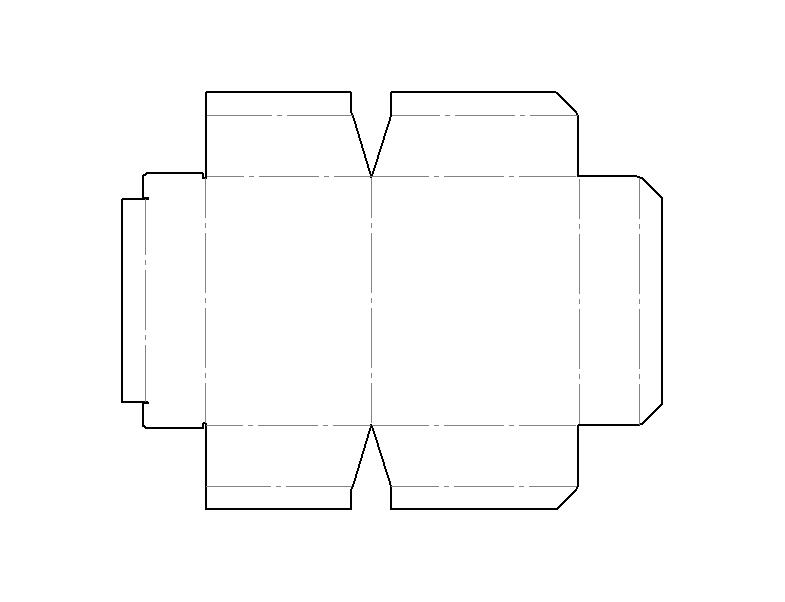
Abb. 1: Abwicklung eines Blechbiegeteils

Bei der Herstellung von aus Blech zu fertigenden Bauteilen sind häufig Umformprozesse (Abkanten, Biegen, Rundwalzen, …) notwendig, für die vorher entsprechende ebene Blechzuschnitte ermittelt werden müssen. In Analogie zur Ermittlung von Abwicklungen für Flächen und Oberflächen geometrischer Objekte wird hierbei der Begriff Blechabwicklung verwendet (Abb. 1)
Bei der Gestaltung von Produkten aus Blech wird in der Regel zunächst die gewünschte Form festgelegt und anschließend die dazu erforderliche Abwicklung ermittelt. Hierbei muss nun allerdings bereits die Blechdicke des Bauteiles berücksichtigt werden, da beim Abkanten und Biegen die Außen- und Innenflächen des Blechteils unterschiedlichen Dehnungen und Stauchungen ausgesetzt werden.
In Abhängigkeit von Material und Blechdicke ist daher vor der Abwicklung eine biegeneutrale Schicht der Blechteilgeometrie zu ermitteln. Hierfür wird häufig der Begriff neutrale Faser verwendet. Dabei wird in Abhängigkeit von der Blechdicke ein Faktor festgelegt, der die Lage der biegeneutralen Schicht zwischen der Außen- und Innenseite des Blechteils festlegt.
Darüber hinaus müssen beim Abkanten und Biegen von Blechen und damit auch bei der Bauteilgestaltung materialabhängige Mindestbiegeradien und Rückfederungswinkel beachtet werden. Ansonsten könnten zum Beispiel beim scharfkantigen Biegen von Blechen Risse entstehen und das Teil unbrauchbar machen. Das gilt auch für das in Abbildung 2 bis 4 dargestellte Übergangsstück zwischen einem runden und einem rechteckigen Querschnitt. Für eine korrekte Blechabwicklung dieses Übergangsstückes müssten bereits die Ecken des Rechteckquerschnitts verrundet werden.

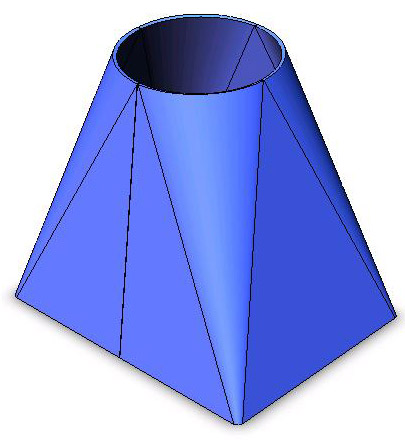
Abb. 2: Rund-Eckig-Übergang
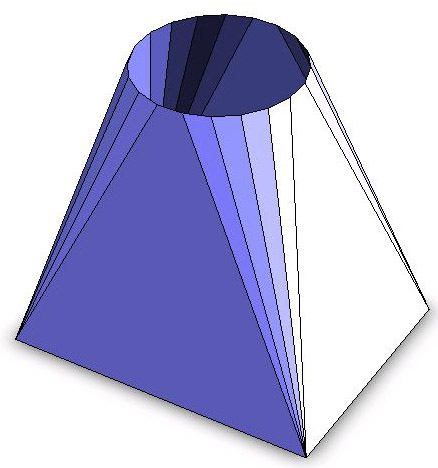
Abb. 3: facettiertes Übergangsstück
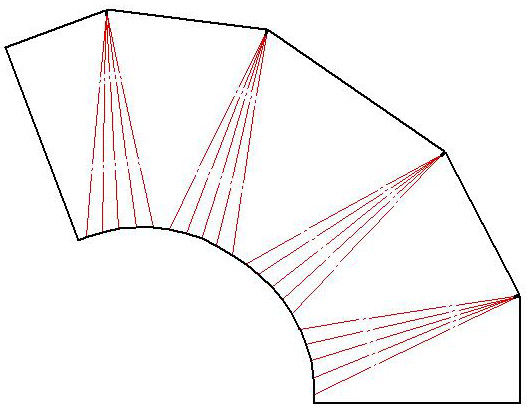
Abb. 4: Abwicklung eines Übergangsstücks

Seit einigen Jahrzehnten werden auch Softwaretools zur Ermittlung von Blechzuschnitten verwendet. Zunächst waren dies reine Variantenprogramme zur Berechnung von Abwicklungsmaßen für ein begrenztes Bauteilspektrum (geschnittene zylindrische und keglige Blechkörper, Segmentkrümmer, Hosenrohre, Abzweigrohre, Übergangsstücke, …). Später wurden dann diese Variantenprogramme mit 2D-CAD-Systemen oder NC-Schneidemaschinen verknüpft. Mit der Entwicklung von 3D-CAD/CAE-Systemen begann auch die Entwicklung spezieller Tools für die Gestaltung und Abwicklung von Blechbiegeteilen. Nahezu alle im Maschinen- und Anlagenbau fest etablierten 3D-CAD-Systeme verfügen über entsprechende Tools zum Entwurf von Blechbiegeteilen (z. B. NX, CREO, HiCAD, SolidWorks, Autodesk Inventor, MegaCAD, CATIAV5, …).
Zukünftig ist sicher zu erwarten, dass noch mehr Wissen in diese Tools implementiert wird, so dass systemseitig die abwicklungs- und fertigungsgerechte Bauteil- und Baugruppengestaltung noch besser abgesichert werden kann.